# Championnat de RDA de football (Bezirksliga) Magdebourg
La Bezirksliga Magdeburg fut une ligue de football à l’époque de l’ancienne RDA.
Elle couvrait le territoire du district (en allemand : Bezirk) de Magdebourg. Elle était située dans l’actuel Land de Saxe-Anhalt.
Durant 31 des 38 saisons de son existence, cette ligue représenta le 3e niveau de la hiérarchie du football est-allemand. De la fin de saison 1954-1955 au terme de la compétition 1962-1963, elle fut le 4e niveau, en raison de la création de la II. DDR-Liga.

## Histoire
Avec la création de la République démocratique allemande, en octobre 1949, une ligue supérieure de football avait été mise sur pied par les autorités communistes dès la saison 1948-1949. Lors du championnat suivant, la plus haute division fut renommée DDR-Oberliga.

Les 15 Bezirke (districts) de 1952 à 1990.

Un an après cette ligue supérieure, la « section football » du Deutscher Sportausschuß (DS) (le comité chargé de la gestion et du contrôle des activités sportives en RDA) décida de constituer un second niveau. Celui-ci fut dénommé DDR-Liga.
En dessous de ces deux premiers niveaux, le football resta structuré sur base de la subdivision administrative du pays en Länder (Brandebourg, Mecklembourg, Saxe, Saxe-Anhalt et Thuringe) auxquels s’ajoutait la zone de Berlin-Est, choisi comme capitale de l’État.
En 1952, les autorités communistes modifièrent le découpage administratif de l’Allemagne de l’Est. Les Länder furent remplacés par 15 districts (en allemand : Bezirk) : District de Berlin, Dresde, Karl-Marx-Stadt, Leipzig, Gera, Erfurt, Suhl, Halle, Magdeburg, Cottbus, Potsdam, Frankfort/Oder, Neubrandenbourg, Schwerin, Rostock.
La structure sportive suivit le mouvement avec la création au sein de chaque Bezirk d’une division la plus haute appelée Bezirksliga.
Sous chaque Bezirksliga se trouvèrent des Bezirksklasse (dont le nombre varia selon la grandeur du district concerné).
La plupart du temps, la Bezirksliga fut jouée sous forme d’une série unique, mais il arriva que certaines comportent, temporairement deux tableaux ou plus.

## Palmarès

### 1952 à 1955 « (niveau 3) »
| Ordre | Saison    | Champion              | Nom actuel                  | Promu | Remarques         |
| ----- | --------- | --------------------- | --------------------------- | ----- | ----------------- |
| 1     | 1952-1953 | BSG Chemie Schönebeck | Schönebecker SC 1861        | Non   |                   |
| 2     | 1953-1954 | BSG Motor Schönebeck  | Schönebecker SV 1861        | Oui   | promu en DDR-Liga |
| 3     | 1954-1955 | BSG Traktor Gröningen | SV Eintracht Gröningen 1919 | Non   |                   |

### Tour de transition (1955)
À la fin du championnat 1954-1955, les autorités est-allemandes décidèrent que les compétitions suivraient le modèle soviétique. C'est-à-dire qu’elles débutèrent au début du printemps et se terminèrent à la fin de l’automne de la même année calendrier. Durant l’automne 1955, il fut disputé un tour de transition (en allemand : Übergangsrunde) sans montée ni descente. Ce système s’arrêta après la saison 1960. Les compétitions reprirent alors selon un schéma plus conventionnel à partir de la fin de l’été 1961, soit huit mois après la fin de la saison précédente.
| Ordre | Saison | Champion         | Nom actuel   | Promu | Remarques                       |
| ----- | ------ | ---------------- | ------------ | ----- | ------------------------------- |
| x     | 1955   | BSG Einheit Burg | Burger BC 08 |       | Pas de montant ou de descendant |

### 1956 à 1963 « (niveau 4) »
En 1955, en plus du passage au modèle soviétique, les dirigeants communistes scindèrent la DDR-Liga, directement supérieure aux Bezirksligen. Si dans l’esprit des politiciens la DDR-Liga n’était que partagée en deux, il était clair que chaque Bezirksliga devint de facto une Division 4.
À partir de la saison 1958 et jusqu’à sa dissolution auterme du championnat 1962-1963 la II. DDR-Liga directement supérieure compta 5 séries. Les 15 champions de Bezirksliga y furent directement promus. En dehors de cette période, un tour final entre les champions de Bezirksliga désigna les montants.
| Ordre | Saison    | Champion              | Nom actuel           | Promu | Remarques             |
| ----- | --------- | --------------------- | -------------------- | ----- | --------------------- |
| 4     | 1956      | BSG Chemie Schönebeck | Schönebecker SC 1861 | Non   |                       |
| 5     | 1957      | BSG Einheit Burg      | Burger BC 08         | Oui   | Promu en II. DDR-Liga |
| 6     | 1958      | BSG Motor Schönebeck  | Schönebecker SV 1861 | Oui   | Promu en II. DDR-Liga |
| 7     | 1959      | BSG Chemie Schönebeck | Schönebecker SC 1861 | Oui   | Promu en II. DDR-Liga |
| 8     | 1960      | BSG Turbine Magdeburg | SV Fortuna Magdeburg | Oui   | Promu en II. DDR-Liga |
| 9     | 1961-1962 | BSG Einheit Burg      | Burger BC 08         | Oui   | Promu en II. DDR-Liga |
| 10    | 1962-1963 | BSG Chemie Schönebeck | Schönebecker SC 1861 | Non   |                       |

### 1963 à 1991 « (niveau 3) »
À la suite de la dissolution de la II. DDR-Liga à la fin de la saison 1962-1963, chaque Bezirksliga redevint la Division 3.
À partir de la saison 1971-1972 et jusqu’au terme du championnat 1982-1983 la DDR-Liga directement supérieure compta 5 séries. Les 15 champions de Bezirksliga y furent directement promus. En dehors de cette période, un tour final entre les champions de Bezirksliga désigna les montants.
| Ordre | Saison    | Champion                        | Nom actuel               | Promu | Remarques                                               |
| ----- | --------- | ------------------------------- | ------------------------ | ----- | ------------------------------------------------------- |
| 11    | 1963-1964 | BSG Lokomotive Halberstadt      | VfB Germania Halberstadt | Non   |                                                         |
| 12    | 1964-1965 | BSG Einheit Burg                | Burger BC 08             | Non   |                                                         |
| 13    | 1965-1966 | BSG Lokomotive Halberstadt      | VfB Germania Halberstadt | Oui   |                                                         |
| 14    | 1966-1967 | 1. FC Magdeburg II              | 1. FC Magdeburg          | Non   |                                                         |
| 15    | 1967-1968 | BSG Lokomotive Halberstadt      | VfB Germania Halberstadt | Non   |                                                         |
| 16    | 1968-1969 | 1. FC Magdeburg II              | 1. FC Magdeburg          | Oui   |                                                         |
| 17    | 1969-1970 | BSG Lokomotive Halberstadt      | VfB Germania Halberstadt | Non   |                                                         |
| 18    | 1970-1971 | BSG Lok/Vorwärts Halberstadt    | VfB Germania Halberstadt | Oui   | Promu en DDR-Liga avec son vice-champion                |
| 19    | 1971-1972 | BSG Motor/Vorwärts Oschersleben | Oscherslebener SC 1990   | Oui   | Promu en DDR-Liga                                       |
| 20    | 1972-1973 | BSG Motor Schönebeck            | Schönenbecker SV 1861    | Oui   | Promu en DDR-Liga                                       |
| 21    | 1973-1974 | BSG Stahl Blankenburg           | Blankenburger FV         | Oui   | Promu en DDR-Liga                                       |
| 22    | 1974-1975 | BSG Einheit Wernigerode         | FC Einheit Wernigerode   | Oui   | Promu en DDR-Liga                                       |
| 23    | 1975-1976 | BSG Lok/Vorwärts Halberstadt    | VfB Germania Halberstadt | Oui   | Promu en DDR-Liga                                       |
| 24    | 1976-1977 | BSG Chemie Schönebeck           | Schönebecker SC 1861     | Oui   | Promu en DDR-Liga                                       |
| 25    | 1977-1978 | BSG Lokomotive Stendal          | 1.FC Lok Stendal         | Oui   | Promu en DDR-Liga                                       |
| 26    | 1978-1979 | BSG Lokomotive Halberstadt      | VfB Germania Halberstadt | Oui   | Promu en DDR-Liga                                       |
| 27    | 1979-1980 | BSG Chemie Schönebeck           | Schönebecker SC 1861     | Oui   | Promu en DDR-Liga                                       |
| 28    | 1980-1981 | BSG Einheit Wernigerode         | FC Einheit Wernigerode   | Oui   | Promu en DDR-Liga                                       |
| 29    | 1981-1982 | ASG Vorwärts Havelberg          | Disparu                  | Non   | Le vice-champion Motor Schönebeck fut promu en DDR-Liga |
| 30    | 1982-1983 | BSG Empor Tangermünde           | FSV Saxonia Tangermünde  | Oui   | Promu en DDR-Liga                                       |
| 31    | 1983-1984 | BSG Lokomotive Halberstadt      | VfB Germania Halberstadt | Non   |                                                         |
| 32    | 1984-1985 | 1. FC Magdeburg II              | 1. FC Magdeburg          | Non   |                                                         |
| 33    | 1985-1986 | BSG Motor Schönebeck            | Schönebecker SV 1861     | Oui   | Promu en DDR-Liga                                       |
| 34    | 1986-1987 | BSG Lokomotive Stendal          | 1.FC Lok Stendal         | Oui   | Promu en DDR-Liga                                       |
| 35    | 1987-1988 | BSG Einheit Wernigerode         | FC Einheit Wernigerode   | Non   |                                                         |
| 36    | 1988-1989 | BSG Einheit Wernigerode         | FC Einheit Wernigerode   | Non   |                                                         |
| 37    | 1989-1990 | BSG Lokomotive Altmark Stendal  | 1.FC Lok Stendal         | Oui   | Promu en NOFV-Liga                                      |
| 38    | 1990-1991 | BSG Empor Tangermünde           | FSV Saxonia Tangermünde  | Non   |                                                         |

## Classements des champions
Parmi les entités différentes qui remportèrent le titre de la Bezirksliga Magdeburg, le Lokomotive Halberstadt fut le plus titré:

Ancien logo du BSG Lokomotive Halberstadt

| Ordre | Clubs                           | Nom actuel                  | Titres | Autres appellations |
| ----- | ------------------------------- | --------------------------- | ------ | --- |
| 1     | BSG Lokomotive Halberstadt      | VfB Germania Halberstadt    | 7      | BSG Reichsbahn Halberstadt,BSG Lokomotive Halberstadt, BSG Lokomotive/Vorwärts Halberstadt, BSG Lokomotive Halberstadt                                                            |
| 2     | BSG Chemie Schönebeck           | Schönebecker SC 1861        | 6      | SG Neustadt |
| 3     | BSG Einheit Burg                | Burger BC 08                | 4      | SG Sportfreunde Burg, ZSG Burg, BSG Einheit Burg, SG Einheit/Emport Burg |
| 4     | BSG Motor Schönebeck            | Schönebecker SV 1861        | 4      | SG Altstadt, SG Organa |
| 5     | BSG Lokomotive Altmark Stendal  | 1.FC Lok Stendal            | 4      | SG Stendal-Nord, SG Blau-Weiss Stendal, SG Eintracht Stendal, puis fusion avec BSG Reichsbahn et BSG RAW pour former BSG Eintracht "Hans Wendler" Stendal, BSG Lokomotive Stendal |
| 6     | BSG Einheit Wernigerode         | FC Einheit Wernigerode      | 4      | |
| 7     | 1. FC Magdeburg II              | 1. FC Magdeburg             | 3      | BSG Stahl Magdeburg, BSG Motor Mitte Magdeburg, SC Aufbau Magdeburg |
| 8     | BSG Empor Tangermünde           | FSV Saxonia Tangermünde     | 2      | SG Tangermünde, SG Roter Adler Tangermünde |
| 9     | BSG Stahl Blankenburg           | Blankenburger FV            | 1      | Volkssportgemeinschaft der FDJ, BSG Sanar Harzer Werke Blankenburg, BSG Motor Blankenburg                                                                                         |
| 10    | BSG Traktor Gröningen           | SV Eintracht Gröningen 1919 | 1      | BSG MAS Gröningen |
| 11    | ASG Vorwärts Havelberg          | Disparu                     | 1      | |
| 12    | BSG Turbine Magdeburg           | SV Fortuna Magdeburg        | 1      | |
| 13    | BSG Motor/Vorwärts Oschersleben | Oscherslebener SC 1990      | 1      | SG Oschersleben, BSG Motor Oschersleben |